# Koraj
Koraj (cyr. Корај) – wieś w Bośni i Hercegowinie, w Republice Serbskiej, w gminie Lopare. W 2013 roku liczyła 1312 mieszkańców.